# La Baronia de Sant Oïsme
La Baronia de Sant Oïsme es una localidad española del municipio leridano de Camarasa, en la comunidad autónoma de Cataluña.

## Geografía
La localidad está situada en la margen izquierda del río Noguera Pallaresa, junto al embalse de Camarasa. Pertenece a la comarca de La Noguera, en la provincia de Lérida.

## Historia
A mediados del siglo XIX, la localidad, por entonces parte del distrito municipal de Fontllonga, contaba con una población de 24 habitantes. Aparece descrita en el duodécimo volumen del Diccionario geográfico-estadístico-histórico de España y sus posesiones de Ultramar de Pascual Madoz de la siguiente manera: 

OISME (San) ó SANHOISME: l. que forma parte del distrito municipal de Fotllonga, en la prov. de Lérida (8 leg.), part. jud. de Balagner (5), aud. terr. y c g. de Barcelona (25), priorato de Meya (1 1/2). sit. á la márg. izq. del r. Noguera Pallaresa, al pie vertiente del monte llamado de Fotllonga: clima templado pero propenso á tercianas, catarros y gástrico-biliosas, reinando los vientos N. y E. Consta la pobl. de 25 casas; una igl. aneja de la parr. de Figuerola de Meyá, y una capilla dedicada á San Bartolomé. Confina el térm. por el N. con Figuerola de Meyá; E. con el mismo pueblo y Fotllonga; S. id., y O. el r. Noguera Pallaresa, sobre el cual cruza un puente: el terreno es parte llano y tenaz, y parte pedregoso, con algun monte hacia el N. y E. poblados de arbustos, encinas y robles: dirigen los caminos á los pueblos de la alta montaña, en estado transitable: la correspondencia se recibe de Balaguer, por espreso que envían los interesados tres veces á la semana. prod.: centeno, cebada, cáñamo, patatas, vino y aceite; cria ganado vacuno, cabrio y de cerda; caza de perdices, conejos y liebres, y pesca de barbos y truchas. ind.: la agrícola y un molino harinero. pobl. 5 vec., 24 alm. riqueza imp.: 5,343. contr.: el 14'48 por 100 de esta riqueza.
(Madoz, 1849, p. 221)

En 2021, la localidad, perteneciente al municipio de Camarasa, tenía 2 habitantes censados.  Cuenta con un castillo y una iglesia románica.